# Bavory
Bavory település Csehországban, Břeclavi járásban. Bavory Březí, Dolní Dunajovice, Klentnice, Perná és Mikulov településekkel határos. Lakosainak száma 423 fő (2024. január 1.).

## Népesség
A település lakosságának változását az alábbi diagram mutatja:
| Lakosok száma | 472  | 546  | 476  | 375  | 374  | 402  | 408  | 400  | 388  | 423  |
|               | 1869 | 1900 | 1921 | 1961 | 1980 | 2011 | 2016 | 2019 | 2021 | 2024 |